# Kaapse Nederlanders

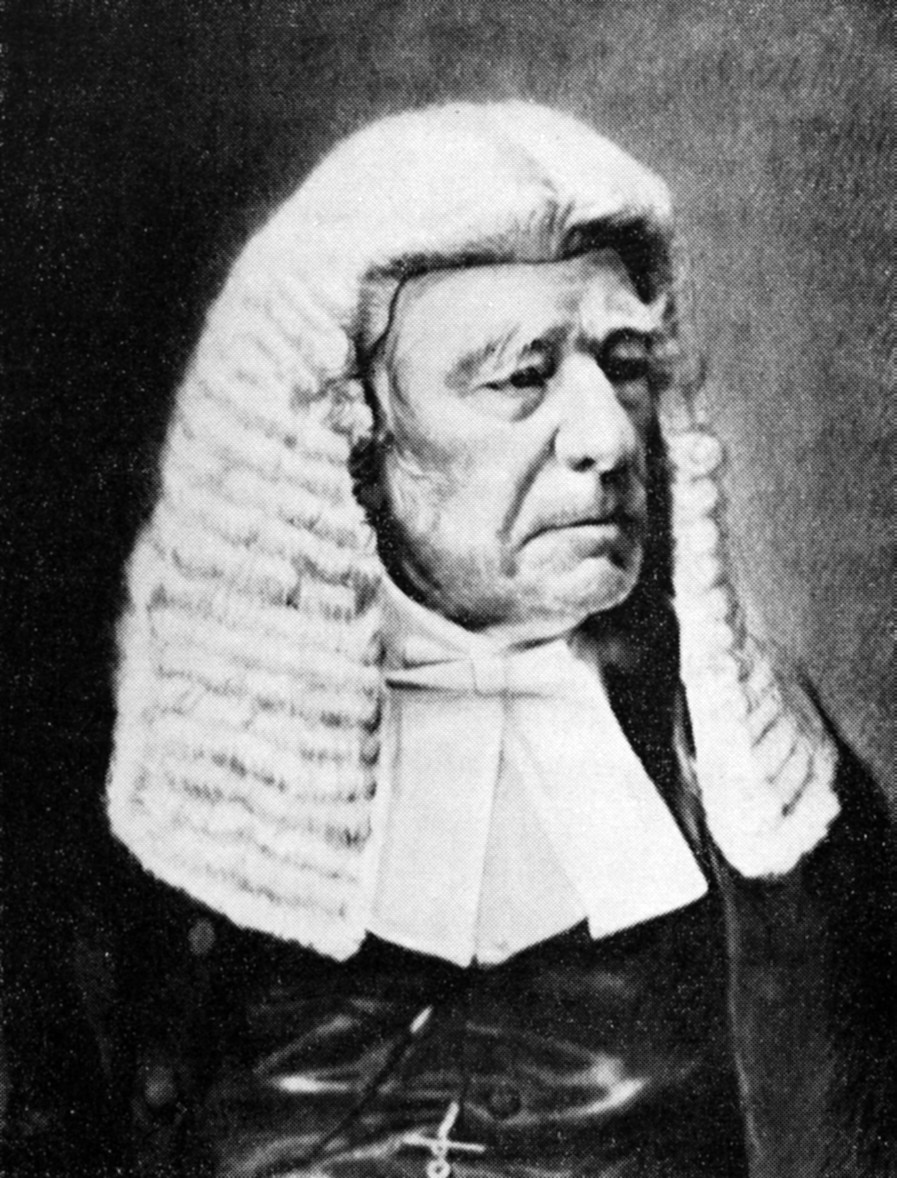
Christoffel Brand (1797–1875), 1ste speaker van het Kaaps parlement in de periode 1854-1873, voorstander van een Kaaps-Nederlands etnisch bewustzijn.

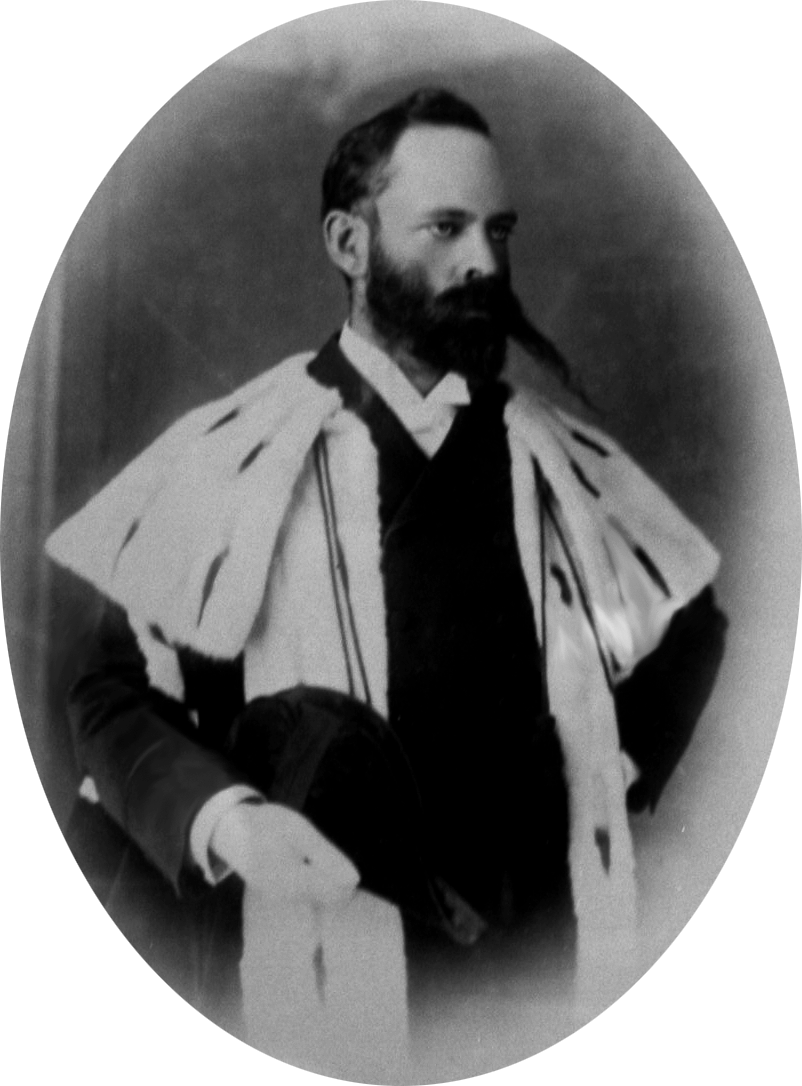
David Graaff, 1e Baronet (1859–1931), ook een vooraanstaand Kaap-Nederlander. Hij was ondernemer en burgemeester van Kaapstad van 1891 tot 1892 en later minister in de periode 1912-1916.

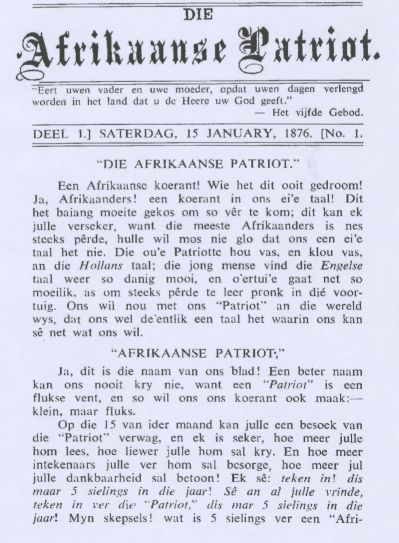
Voorpagina van een nummer van de Afrikaanse Patriot

Met Kaapse Nederlanders of Kaap-Hollanders, ook bekend als Cape Dutch of de Kaapse Afrikaners, wordt een historische sociaaleconomische klasse van Afrikaners bedoeld die in de negentiende eeuw in de West-Kaap woonde. Vooral in de Britse historiografie werd het begrip Cape Dutch gebruikt om een welvarend, ontwikkeld deel van de Afrikanerbevolking van de Kaapkolonie te beschrijven dat niet deelnam aan de Grote Trek of de daaropvolgende oprichting van de Boerenrepublieken. De nieuwe Britse kolonisator maakte onderscheid tussen de in hun ogen afvallige, opstandige en weinig ontwikkelde Boeren enerzijds en de Nederlandsprekende bevolking die in de Kaapkolonie onder Brits bewind bleef wonen anderzijds.  
Beide groepen stamden evenwel af van Vrijburgers, de vroege kolonisten bij Kaap de Goede Hoop in de 17e en 18e eeuw.

## Nederlanders
Begin negentiende eeuw, bij de aanvang van de Britse overheersing in de Kaapkolonie, werd de reeds bestaande bevolking van Europese oorsprong die zich tijdens de periode van de Nederlandse Kaapkolonie (1652-1795) aldaar had gevestigd, door de nieuwe koloniale regering nog universeel geclassificeerd als "Dutch", dus "Hollanders" of "Nederlanders".
In 1805 bestond de meerderheid inderdaad uit oude Nederlandse families die in de late zeventiende en vroege achttiende eeuw naar de Kaap waren geëmigreerd; Een aanzienlijk deel was ook van Duitse afkomst en een kleiner deel van hugenotenafkomst, maar ze vertegenwoordigden in de ogen van de Britse autoriteiten een behoorlijk homogeen blok, omwille van hun gemeenschappelijke gebruik van de Nederlandse taal en hun gedeelde aanhang bij de Nederduitse Gereformeerde Kerk . 

## Cape Dutch
Onder de kolonisten had zich weliswaar het idee ontwikkeld van een Afrikaner boerenvolk; hoewel die term elke Nederlands sprekende oorspronkelijk uit Europa afkomstige kolonist kon aanduiden, waren het vooral de verarmde veehouders aan de grens van de kolonie die dit concept op zichzelf toepasten.
Als reactie gebruikten Britse immigranten en ambtenaren de informele bijnaam Cape Dutch  om onderscheid te maken tussen de beter opgeleide, rijkere Nederlandstaligen die geconcentreerd waren in de Westkaap en de zelfbenoemde Boers, die zij als onwetend, analfabeet en onbeschaafd beschouwden. "Cape Dutch" kan dus terecht worden beschouwd als een Engelse beschrijving in plaats van een vorm van zelfconcept. 
Toen de term voor het eerst werd geïntroduceerd, werd deze niet daadwerkelijk gebruikt door Nederlands sprekende Europeanen in de West-Kaap om zichzelf te beschrijven, en het idee van een unieke Kaap-Nederlandse identiteit vond pas in de jaren zeventig van de 19e eeuw brede uitdrukking. 

## Een Kaap-Hollandse taal
Op vlak van taalontwikkeling was er in het begin van de negentiende eeuw zeker nog sprake van een bepaalde mate van diglossie bij de Europese burgers. Over het algemeen was het gesproken Nederlands aan de Kaap rond 1800 reeds heel sterk vervormd en verbasterd geraakt. Het Engels moest echter zijn intrede nog doen en de omgangstaal tussen de Europese burgers en de andere bevolkingsgroepen was doorgaans het Kaap-Hollands geworden. Dit was een vereenvoudigde vorm van het Nederlands dat zich in de loop der tijden stevig ontwikkeld had in een ingewikkeld proces van gedeeltelijke creolisering en beïnvloeding tussen de witte hoofdzakelijk Nederlandse kolonisatoren en de grote kleurlingengemeenschap die vooral uit slaven en 'vrije zwarten' bestond. Begin negentiende eeuw sprak en begreep zowat iedereen aan de Kaap die omgangstaal, al zou het Nederlands nog heel lang de enige formele én de geschreven taalvorm blijven. Deze Kaaps-Hollands gesproken taal had immers wél een lagere status. In Kaapstad en omgeving probeerde een kleine elite van de Kaap-Hollanders keuriger (lees Europees) standaard Nederlands te blijven spreken, alleszins bij de meer officiële gelegenheden. Met wisselend succes, maar meestal kon deze elite nog wel vlot overschakelen tussen de omgangstaal én het standaard-Nederlands van die tijd. Verderop in de Kaapkolonie was dat vaak al anders. Over het algemeen gold dat, des te verder men zich van Kaapstad had begeven, des te minder de Boeren zich van dat standaard-Nederlands nog veel aantrokken, en des te minder gelegenheid ze ook hadden om dit (in hun ogen) verouderde Nederlands nog te horen, laat staan zelf te kunnen spreken. 
De Kaap-Hollandse omgangstaal verspreide zich aldus relatief snel over een groot gebied in Kaapkolonie én over verschillende bevolkingsgroepen, soms ook in geïsoleerde gebieden met een relatief geringe bevolking. Deze taal zal zich uiteindelijk ontwikkelen tot het Afrikaans. In diverse studies rond de dialecten van het Afrikaans werd traditioneel ook onderscheid gemaakt tussen enerzijds het Kaaps-Afrikaans, wat mede door de aanwezigheid van Kaapstad als belangrijke overzeese haven meer onder invloed kon blijven staan van het 'Europees' Nederlands en anderzijds het Oostgrens-Afrikaans aan de oostkant van de Kaapkolonie van waaruit veel Boeren nadien ook aan de Grote Trek begonnen. Dit Oostgrens-Afrikaans zou vanaf 1875 ook de basis vormen voor de ontwikkeling het standaard-Afrikaans...   

## Grote Trek
De verschillen tussen de Boeren enerzijds en de Kaap-Hollanders anderzijds namen toe als gevolg van het einde van de Nederlandse overheersing en de Grote Trek. Nederland heeft in 1814 formeel zijn Zuid-Afrikaanse kolonie, die reeds in 1806 door Groot-Brittannië in bezit was genomen aan die mogendheid afgestaan. Terwijl een aanzienlijk deel van de Kaap-Nederlandse gemeenschap de Britse heerschappij accepteerde en de status van Britse onderdanen in grote lijnen omarmde, bleven de Boeren, vooral dan de Boeren die aan de grenzen van de kolonie gevestigd waren, fel naar onafhankelijk streven aangezien ze zich geheel vervreemd voelden van het nieuwe koloniale bestuur. Er was verder ook behoefte aan meer vruchtbare grond voor deze Boeren gezien hun sterke bevolkingstoename halverwege de negentiende eeuw. Dit culmineerde in de Grote Trek vanaf 1835, een massale migratie van tussen de 12.000 en 15.000 Boeren diep in het binnenland van Zuid-Afrika om aan de Britse overheersing te ontsnappen en nieuwe vruchtbare grond op te zoeken. Vier vijfde van de Nederlands sprekende bevolking van de Kaapkolonie nam destijds echter niet deel aan de tocht, waardoor ze ook daar steeds de meerderheid zullen blijven uitmaken van de bevolking ten opzichte van de Engelstalige nieuwe kolonisten in die Kaapkolonie. De Nederlands Hervormde Kerk, waartoe de meeste Kaap-Nederlanders en Boeren behoorden, weigerde aanvankelijk om de Grote Trek te onderschrijven. 

## Boerenrepublieken
Nogal wat Kaapse Nederlanders in de Britse kaapkolonie keken met enige argwaan naar de daaropvolgende oprichting van de Boerenrepublieken aan hun oostgrens. Deels met bewondering en deels met afgunst zagen zij dat de Boeren reeds in 1854 bij de oprichting van Oranje Vrijstaat daar meteen het Nederlands als officiële taal konden uitroepen.  In hun eigen Britse kaapkolonie daarentegen, was het nog wachten tot 1882 vooraleer het Nederlands zijn status van officiële taal terug kreeg na druk vanuit de Kaapse Nederlanders en een stemming in het Kaapse parlement.     
Niettemin ontwikkelden de Kaap-Hollanders in de latere negentiende eeuw hun eigen nationalistische beweging, voornamelijk omwille van bezorgdheden rond de taalpolitiek. De spanningen werden groter na 1895, toen lokale politieke leiders afstand probeerden te nemen van de Britse imperialistische agenda.    
Het uitbreken van vijandelijkheden tussen de Britse regering en de Boerenrepublieken tijdens de Tweede Boerenoorlog zorgde voor een diepe verdeeldheid in de Kaap-Nederlandse samenleving. De overwinningen van de Boeren versterkten de patriottische pan-Afrikaner gevoelens onder de Kaapse Nederlanders. 
Na de ontmanteling van de Boerenrepublieken, de exodus van veel verarmde Boeren naar de steden en de daaropvolgende oprichting van de Unie van Zuid-Afrika, vormden de Kaap-Hollanders en de Boeren echter steeds meer een verenigd politiek blok en namen de sociaal-economische verschillen tussen de twee groepen geleidelijk af. De meest doorslaggevende factor bij het bevorderen van de eenheid tussen de Kaap-Hollanders en de Boeren in de periode na de oorlog lijkt het behoud en de promotie van de Afrikaanse taal te zijn geweest. Het zou nog duren tot 1925 vooraleer dit Afrikaans gelijkgesteld zou worden aan het Nederlands. 
Afrikaners · Anglo-Afrikanen · Aziaten (Chinezen en Indiërs) · Basotho · Griekwa · Kaap-Maleiers · Kleurlingen · Khoisan · Pedi · Tsonga · Swazi · Tswana · Venda · Xhosa · Zoeloes · Zuid-Ndebele